# Mikołaj Szymański

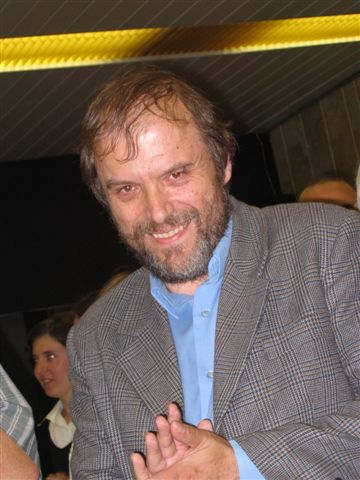
Mikołaj Szymański, Warszawa, 10 września 2004

Mikołaj Jerzy Szymański (ur. 1954) – polski filolog klasyczny, profesor i wykładowca uniwersytecki, w latach 2005-2020 redaktor naczelny czasopisma „Meander”. 
Syn Ireny Szymańskiej-Matuszewskiej, edytorki i tłumaczki, brat Janiny Szymańskiej-Kumanieckiej, publicystki filmowej i tłumaczki.
Znawca kultury antycznej, profesor Uniwersytetu Warszawskiego, tłumacz z greki i łaciny. Współpracował z „Gazetą Wyborczą”, gdzie przez kilka lat ukazywały się jego felietony pt.: Między nami, erudytami.
Mieszka w Warszawie.

## Twórczość
- Dialectica Ciceronis Adama Burskiego: problemy warsztatu filologicznego renesansowego badacza logiki stoickiej (Polska Akademia Nauk, Instytut Filozofii i Socjologii 1988)
- Ab ovo: antyk, Biblia etc., (Wydawnictwo Iskry, 2004; ISBN 83-207-1752-3)

## Tłumaczenia i opracowania (wybór)
- Arystoteles, Polityka (autor wstępu; Wydawnictwo Naukowe PWN 2004; ISBN 83-01-14309-6)
- Philippus Camerarius, Prawdziwa i wierna relacja o uwięzieniu w Rzymie (Państwowy Instytut Wydawniczy 1984, ISBN 83-06-01048-5)
- Edward Gibbon, Upadek Cesarstwa Rzymskiego na Zachodzie (przeł. Irena Szymańska, przypisy przeł. Mikołaj Szymański; Państwowy Instytut Wydawniczy 2000, ISBN 83-06-02767-1)
- Jan Kochanowski, Proza (Zakład Narodowy im. Ossolińskich 1997)
- Georg Wilhelm Friedrich Hegel, Wykłady z historii filozofii t. II (przeł. z niem. Światosław Florian Nowicki; przekład przejrzał Adam Węgrzecki; przypisami opatrzyli Ś. F. Nowicki i Mikołaj Szymański; Wydawnictwo Naukowe PWN 1996, ISBN 83-01-12073-8; seria: "Biblioteka Klasyków Filozofii")
- Paul Oskar Kristeller, Humanizm i filozofia: cztery studia (wespół z Grzegorzem Błachowiczem i Lechem Szczuckim, Polska Akademia Nauk, Instytut Filozofii i Socjologii 1985)
- Partenios, Cierpienia miłosne (Wydawnictwa Artystyczne i Filmowe 1991)
- Heinrich Wolf, Peregrinationes sive Peregrinationum Heinrichi Wolphii Tigurini brevis et compendiaria descriptio (Polskie przypadki Henryka Wolfa z Zurychu - dziennik podróży z lat 1570-1578) (wespół z Robertem Sochaniem; ponadto red. filologiczna tekstu; Zamek Królewski, "Arx Regia", 1996' ISBN 83-7022-059-2)
- Tommaso Aldobrandini, Commentary to Aristotle's Politics (t. 1-2, ed. from autograph by Mikołaj Szymański; Formica 1999, ISBN 83-907542-3-1)